# Quietus
Titus Fulvius Iunius Quietus († 261) byl uzurpátor římského trůnu ovládající spolu se svým bratrem Macrianem v letech 260 – 261 východní provincie impéria. Jeho otcem byl správce vojenské pokladny a dozorce nad zásobováním Fulvius Macrianus, jméno matky je neznámé.
Quieta a Macriana dal prohlásil za císaře asi v září 260 jejich otec, který tak chtěl využít mocenského vakua vzniklého po zajetí císaře Valeriana Peršany. Protože oba uzurpátoři byli ještě velmi mladí, fakticky za ně vládl tandem Macrianus Starší - Ballista (což byl prefekt pretoriánů). Quietus i jeho bratr byli v podstatě jen nastrčenými figurkami.
Poté, co Macrianus Starší a Mladší odtáhli v roce 261 na Západ proti císaři Gallienovi, zůstal Quietus na Východě a pod dozorem Ballisty spravoval tamní provincie. Na podzim téhož roku, když už bylo jasné, že macrianovské tažení proti Gallienovi ztroskotalo, přitrhl palmýrský kníže Odaenathus ke Quietově sídelnímu městu Emese a vyzval posádku, aby se vzdala. Jeho příkaz byl zprvu odmítnut, později však Quieta zavraždili sami Emesané.